# Vipolže
Vipolže este o localitate din comuna Brda, Slovenia, cu o populație de 459 de locuitori.